# Ann-Charlotte Wiesel
Gerd Ann-Charlotte Wiesel, född 26 oktober 1951, död 19 september 2021 var en svensk politiker (M). Hon blev 2010 kommunalråd i Ljungby kommun.

## Barndom och uppväxt
Wiesel var ursprungligen från Markaryd, men gick på gymnasiet i Hässleholm och bodde som nygift där. Hon flyttade med förste maken till Ljungby 1974. Hon blev fackligt aktivt banktjänsteman, och då hon blev politiskt aktiv 1995 började hon gå på kommunfullmäktigemötena.

## Politisk karriär
Ann-Charlotte Wiesel invaldes i kommunfullmäktige 1998. Hon blev 2002 oppositionsråd och 2006 andre vice ordförande i kommunstyrelsen. Hon var den första moderata kommunstyrelseordföranden sedan storkommunen grundades 1971.

## Ledamotskap och styrelseuppdrag
Wiesel hade uppdrag i kommunens budgetberedning, det kommunala pensionärsrådet med mera. Hon var ledamot i Södra Smålands Regionförbunds fullmäktige och styrelse samt Kronobergs läns polisstyrelse samt ersättare i Svensk kollektivtrafik styrelse.
Ann-Charlotte Wiesel var gruppledare för Ljungbymoderaterna.